# Promień Opalenica
Klub Sportowy Promień Opalenica – polski trzysekcyjny klub: podnoszenie ciężarów, tenis ziemny i piłka nożna, z siedzibą w Opalenicy, w powiecie nowotomyskim. W latach 2006–2009 klub występował w III lidze, natomiast w sezonie 2010/2011 w wielkopolskiej klasie okręgowej (grupa zachodnia). Obecnie zespół występuje w grupie V wielkopolskiej klasy A. Trenerami sekcji podnoszenia ciężarów są Witold Dziurla i Marek Wojciechowski

## Historia
Klub powstał 17 marca 1924 r. z inicjatywy Czesława Ruteckiego, Bernarda i Jana Kokoszyńskich, Stanisława Chwalisza, Jana Wojdy i innych. Początkowo przyjmowano do niego tylko mężczyzn, a w roku 1927 utworzono także tzw. oddział żeński. W okresie międzywojennym uprawiano piłkę nożną, lekkoatletykę i kolarstwo. W latach 1934/1935 z budżetu miasta wyasygnowano kwotę 208 zł na urządzenie boiska na bezpłatnie przekazanym gruncie pod laskiem wojnowickim. W jego utrzymaniu klubowi pomagali prywatni sponsorzy i Kurkowe Bractwo Strzeleckie.

## Nazwy klubu
- od 1924 KS Promień
- od 1947 Cukrowniczy Związkowy KS Promień
- od 1950 KS Unia-Promień
- od 1958 KS Promień
- od 2001 KS Remes Promień
- od 2009 KS Promień

## Sukcesy
- awans z A klasy do III ligi okręgowej (1962)
- awans do III ligi grupy kujawsko-pomorsko-wielkopolskiej (2006)
- 1/16 Pucharu Polski (2008)[3]